# Tarik Ben Ziyad (613)
Le Tarik Ben Ziyad est la première frégate multi-fonction de Classe Sigma 10513 construite aux Pays-Bas pour le compte de la Marine royale marocaine.

## Conception
Le 6 février 2008, le Maroc a signé un contrat de 1,2 milliard de dollars avec la Schelde Naval Shipalinging pour deux frégates légères SIGMA 9813 et une frégate légère SIGMA 10145, qui sont des versions modifiées du modèle existant de la classe Sigma.
Un contrat ultérieur a été signé le 1er avril 2008 avec Thales Nederland pour la fourniture et l'installation du progiciel de commande-contrôle et des capteurs pour les navires. Le forfait comprenait le système de gestion de combat TACTICOS de Thales, le radar de surveillance SMART-S (en) Mk2, le radar de poursuite LIROD Mk2, le sonar Thales KINGKLIP, le système IFF, le système de communication intégré comprenant un système de communication externe et le système de communication interne FACON, un détecteur MRE VIGILE, un système de contre-mesures électroniques SCORPION, de même que le système de navigation.

## Les frégates
- Tarik Ben Ziyad (613), la première frégate marocaine a été lancée en juillet 2010, a commencé les essais en mer le 6 mai 2011 et a été livrée le 12 septembre 2011.

En plus de son canon Otobreda 76 mm et de ses missiles sol-air d'autodéfense Mistral et antinavire Exocet, la Marine royale a souhaité une plate-forme pour hélicoptère avec hangar, ainsi qu'un armement plus puissant à base de missiles surface-air MBDA VL-MICA.
Elle sera suivie de deux autres unités : 
- Sultan Moulay Ismail (614)
- Allal Ben Abdellah (615).

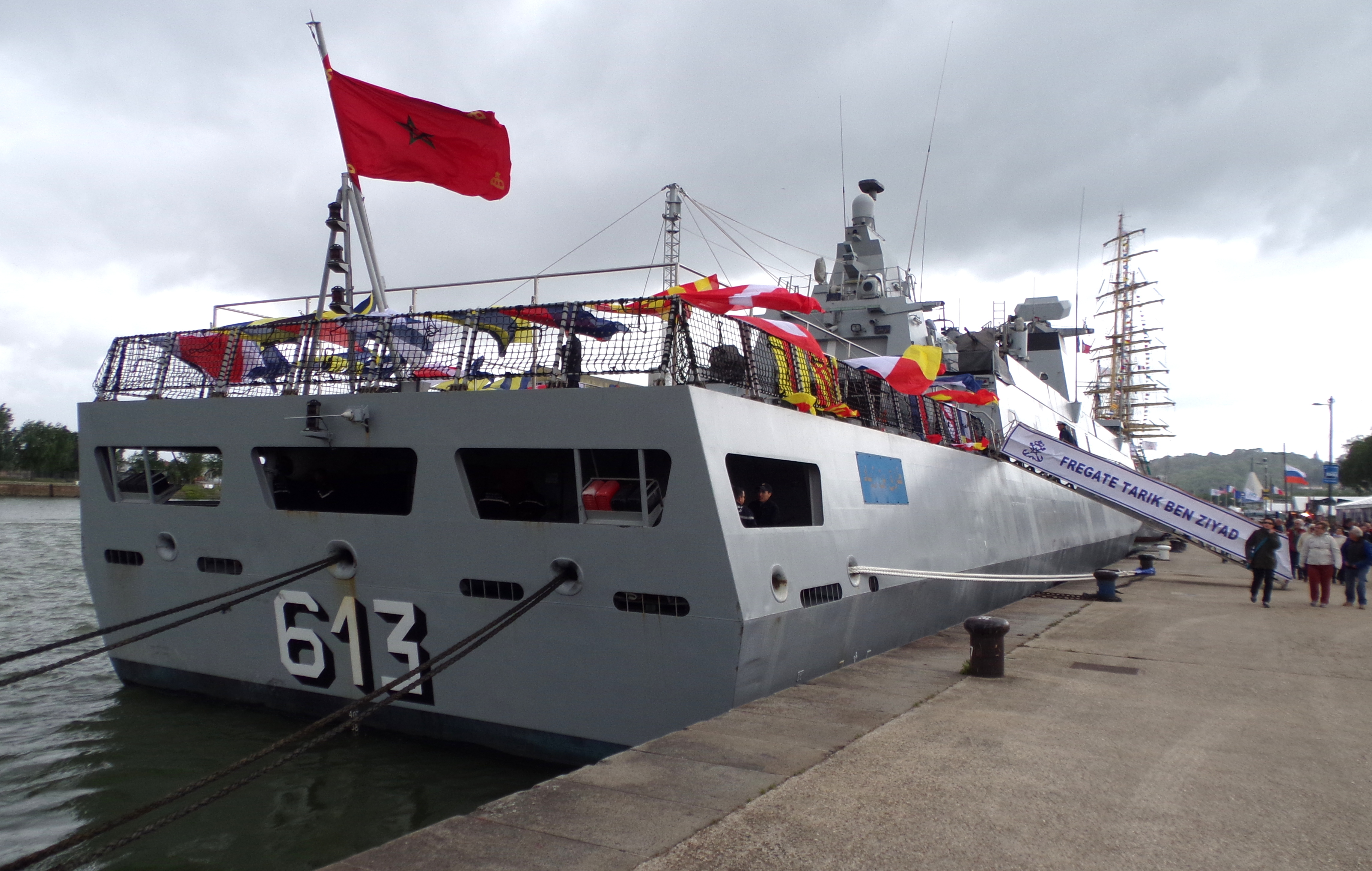
Armada Rouen 2019
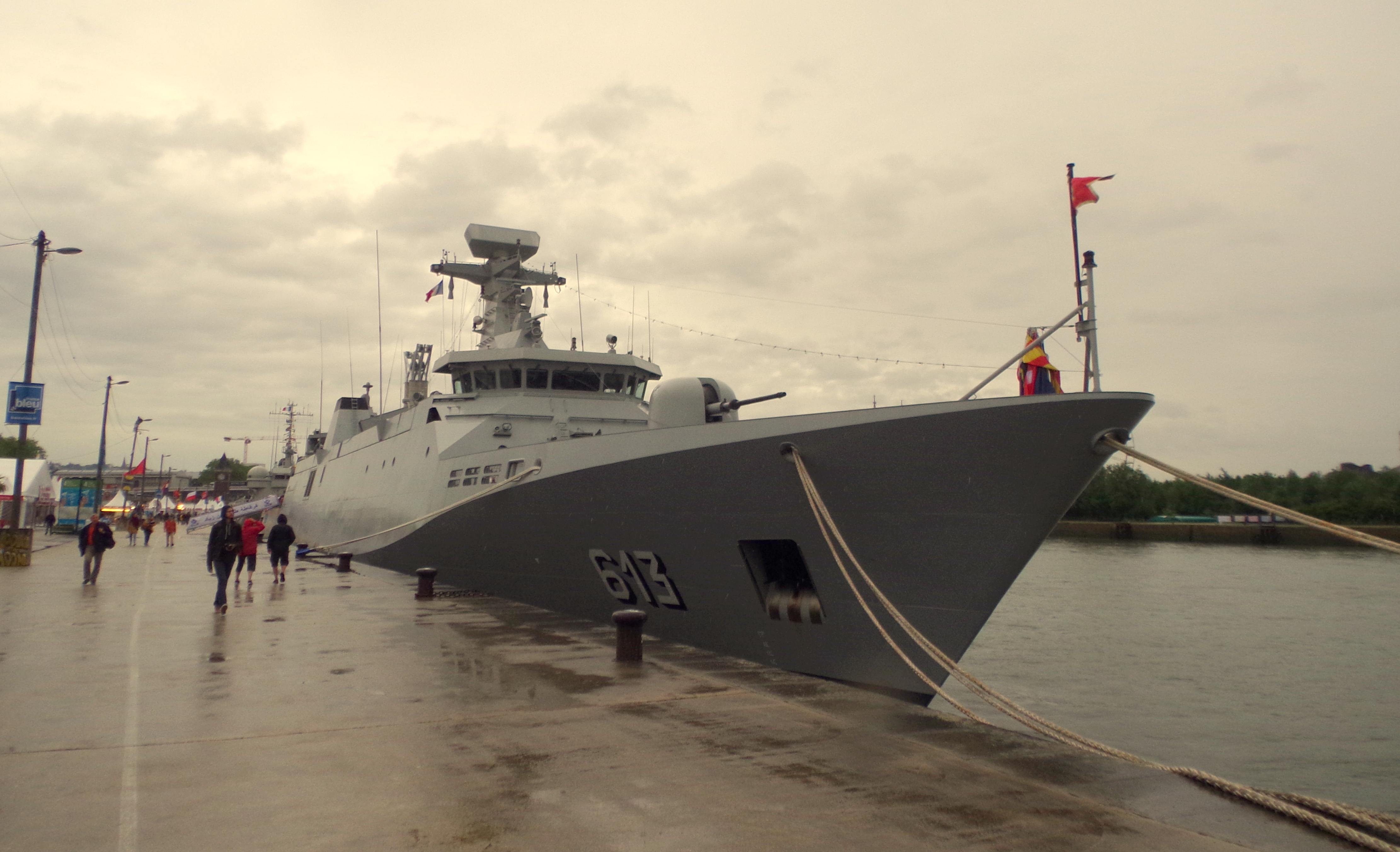
Armada Rouen 2019